# Potestà
La potestà, nel diritto, è la situazione giuridica soggettiva che consiste nell'attribuzione di un potere a un soggetto allo scopo di tutelare un interesse altrui e quindi per l'esercizio di una funzione.

## Caratteristiche
A differenza dei diritti soggettivi, nella potestà il titolare non può scegliere se esercitare o meno i poteri attribuitigli, né può rinunciare agli stessi, ma deve esercitarli nell'interesse del beneficiario. Nello stesso tempo, però, può opporsi contro chiunque pretenda di esercitare al suo posto i poteri di cui è titolare. Il titolare della potestà non ha la libertà di agire a suo piacimento ma, al più, una discrezionalità, dovendo comunque agire nel modo che ritiene migliore per realizzare l'interesse indicato dalla legge. La potestà costituisce, quindi, allo stesso tempo un potere e un dovere, tanto che si suole parlare di potere-dovere, sebbene non manchi in dottrina chi, contestando questa ricostruzione tradizionale, preferisce configurare la potestà come dovere discrezionale.
La potestà si contrappone al diritto potestativo perché questo è attribuito nell'interesse del titolare. Per tale motivo il diritto potestativo è una situazione giuridica soggettiva propria del diritto privato, mentre la potestà, pur essendo presente anche nel diritto privato, è tipica del diritto pubblico.

## Oggetto
L'interesse a tutela del quale la potestà è attribuita può essere privato (come nel caso dei genitori che esercitano una serie di poteri nell'interesse del figlio minore, la cosiddetta potestà genitoriale, ora denominata "responsabilità genitoriale") o pubblico (come nel caso del funzionario di un ente pubblico).

## Nel diritto canonico
Il Codice di diritto canonico distingue fra potestà legislativa, potestà esecutiva e potestà giudiziaria, pur senza la separazione dei poteri: essi si concentrano tutti insieme nell'unica persona del vescovo che, in base al munus regendi, esercita con pienezza ( plenitudo potestatis) tutte le potestà (legislativa, esecutiva e giudiziaria) nella Chiesa affidatagli.
Tuttavia, le potestà sono anche delegate a diversi soggetti del diritto canonico:
- potestà legislativa: il Papa e i vescovi;
- potestà esecutiva: congregazione, vicario generale e vicario episcopale;
- potestà giudiziaria: tribunale pontificio, tribunale diocesano e vicario giudiziale.